# Камаиритя
Камаиритя (яп. 釜炒り茶, дословно «чай, обжаренный в котелке») — сорт зелёного чая, производимый в Японии. В отличие от сэнтя, он не обрабатывается паром и потому не обладает характерным для большинства японских чаев горьковатым вкусом. После непродолжительной сушки чай обжаривают на железных сковородах при высокой температуре достигающей 300° C, с постоянным помешиванием, чтобы предотвратить обугливание. Разнообразные процедуры скручивания применяют для того, чтобы произвести чаи с различной формой листа. Камаиритя производится в виде гранул или плоского листа.
Несколько южных районов знамениты благодаря производству Камаиритя. Сэтибару в префектуре Нагасаки и Уресино в префектуре Сага наиболее уважаемы за их процесс обработки жаркой на сковородах.
Камаири в процессе жарки получает сладковатый, слегка жареный вкус, аналогичный вкусу обжаренного на сковороде чая, производимого в Китае в наше время. Иногда камаиритя называют «китайским зелёным чаем», поскольку технология жарки чая была заимствована из Китая. Жарка делает ткани чайного листа более жёсткими и придает чайному настою чистый жёлто-зелёный цвет с красноватым оттенком. Вкус лёгкий и ненасыщенный.
Камаиритя заваривают охлаждённым кипятком 60—70° C. Заварка засыпается в чайник из расчёта 3 грамма на человека, заливается горячей водой и настаивается одну-две минуты. Рекомендуется сполоснуть кипятком и кружку, и чайник перед употреблением.